# Marineabschnittskommando Ostsee
Das Marineabschnittskommando Ostsee (MAKdo Ostsee) war ein Unterstützungsverband der Bundesmarine, der am 3. April 1956 aufgestellt und am 1. Januar 1967 in die Marinedivision Ostsee überführt wurde. Standort des MAKdo Ostsee war Kiel.

## Auftrag und Organisation
Das Marineabschnittskommando Ostsee unterstand zunächst dem Kommando der Flottenbasis und ab 1965 dem Flottenkommando. Es war für den Aufbau und die Führung von Einrichtungen der Flottenbasis mit Stützpunkten, Depots, Fernmelde- und Ortungsdienststellen im Bereich der Ostsee zuständig. Die Organisation und Unterstellung dieser Dienststellen und Verbände unterlag in der Aufstellungszeit der Bundesmarine vielfältigen Veränderungen.
Dem MAKdo Ostsee unterstanden dauerhaft oder zeitweise folgende Dienststellen und Verbände:
- Marinestützpunkte
  - Marinestützpunkt Flensburg-Mürwik
    - Marinesanitätsstaffel (ab 1966)

  - Marinestützpunktkommando Kiel
    - Marinestützpunkt Großenbrode (1963–1967)
    - Schulgeschwader Ostsee (1956–1958)
    - 1. Hafenschutz-/Küstenwachgeschwader (1956–1963)
    - 3. Hafenschutz-/Küstenwachgeschwader (1956–1962)
    - Marinesanitätsstaffel (ab 1966)
    - Außenstelle Hamburg (1958–1962)
    - Außenstelle Neustadt  (1957–1994)
    - Außenstelle Eckernförde (1957–1985)

- Logistische Einrichtungen[A 1]
  - Marinetransportbataillon 1
  - Marinemetarialdepot I in Kiel-Schilksee (ab 1957)
  - Marinemunitionsdepot Probsteierhagen/Jägersberg (ab 1957)
  - Marinemunitionsdepot Leck-Langenberg (ab 1963)

- Fernmelde- und Ortungseinrichtungen
  - Marinefernmeldeabschnitt 1 in Glücksburg
  - Marinefernmeldeabschnitt 5 in Flensburg-Mürwik (ab 1957)
  - Marinefernmeldeabschnitt 7 in Flensburg-Mürwik (ab 1960)

- Sonstige
  - Marinemusikkorps Ostsee

## Kommandeure
Kommandeure des MAKdo Ostsee waren Flaggoffiziere im Dienstgrad eines Flottillenadmirals.
| Dienstgrad   | Name                  | Beginn der Amtszeit | Ende der Amtszeit | Bemerkungen                                                      |
| ------------ | --------------------- | ------------------- | ----------------- | ---------------------------------------------------------------- |
| FlAdm        | Carl-Heinz Birnbacher | 10. 1964            | 02. 1967          | ab 1. Januar 1967 Kommandeur Marinedivision Ostsee               |
| FlAdm        | Helmut Neuss          | 04. 1963            | 09. 1964          |                                                                  |
| Kp zS/FlAdm  | Walter Heck           | 07. 1962            | 03. 1963          |                                                                  |
| Kpt zS/FlAdm | Wolfgang Kähler       | 06. 1957            | 06. 1962          |                                                                  |
| Kpt zS       | Bernhard Busse        | 10. 1956            | 05. 1957          | Chef des Stabes und mit der Wahrnehmung der Geschäfte beauftragt |
| FKpt         | Helmut Neuss          | 04. 1956            | 09. 1956          | Mit der Wahrnehmung der Geschäfte beauftragt                     |

### Chef des Stabes
- Fregattenkapitän Helmut Neuss: von April 1956 bis September 1956 (A3 und mit der Wahrnehmung der Geschäfte beauftragt), später Kommandeur des MAKdo Ostsee
- Kapitän zur See Bernhard Busse: von Oktober 1956 bis Februar 1961
- Kapitän zur See Kurt Freiwald: von März 1961 bis Februar 1962
- Kapitän zur See Helmut Klemm: von Februar 1962 bis Juni 1962
- Kapitän zur See Werner Wierig: von Juni 1962 bis zur Auflösung

## Geschichte unterstellter Einheiten
Alle hier dargestellten Verbände und Einheiten wechselten ihre Unterstellung:
- Am 1. Januar 1967 zur Marinedivision Ostsee,
- am 1. April 1975 zum neu aufgestellten Marineabschnittskommando Ostsee, das
- am 1. April 1994 in Marineabschnittskommando Nord umbenannt wurde.

### Marinetransportbataillon 1
Zum 1. Juli 1964 wurde  das Marinetransportbataillon 1 (MarTrspBtl 1) in Kiel mit einer Stabs- und Versorgungskompanie, drei Transportkompanien (2. Kompanie stationiert im Strander Ortsteil Bülk), einer schweren Instandsetzungskompanie und einer Umschlagkompanie aufgestellt. 1995 kam eine Ausbildungskompanie in Eckernförde hinzu, die 1997 nach Seeth verlegte. Zum 30. September 1998 wurde das Bataillon aufgelöst. An seine Stelle trat die Marinetransportkompanie Nord (MTrspKp Nord), die am 1. Oktober 1998 in Kiel aufgestellt wurde. Sie war dem Marineabschnittskommando Nord direkt unterstellt.

### Marinematerialdepot 1
Das Marinematerialdepot I wurde am 15. Juli 1957 in Kiel-Schilksee aufgestellt. Am 1. April 1959 wurde in Tönning ein Teildepot gebildet und am 1. April 1961 eine Außenstelle in Quickborn, die ab 1. Juni 1967 nach Kiel-Neumühlen-Dietrichsdorf verlegte und ab 1. Oktober 1971 als Teildepot Kiel-Dietrichsdorf fungierte.
Das Marinematerialdepot I wurde am 1. April 1968 in Marinematerialdepot 1 umbenannt. Am 1. Oktober 1968 verlegte es nach Bargum (Kreis Husum). Am 1. Oktober 1994 wurde es dem Marineabschnittskommando Nord unterstellt. Die Teileinheiten in Kiel-Dietrichsdorf und Tönning wurden am 31. Dezember 1996 beziehungsweise am 31. Dezember 1998 aufgelöst.
Mit Befehl vom 7. Mai 2001 wurde das MMatDp 1 dem Marineabschnittskommando West unterstellt. Am 1. Juli 2002 wurde es dem Organisationsbereich Streitkräftebasis (SKB) unterstellt und dort bis zur Einnahme der neuen Zielstruktur dem Luftwaffen-Versorgungsregiment 5 zugeordnet.

### Marinemunitionsdepots
Im Bereich des Marineabschnittskommandos Ostsee bestanden zwei Marinemunitionsdepots:
- Marinemunitionsdepot 1, aufgestellt 1957 in Probsteierhagen-Jägersberg
- Marinemunitionsdepot 3, aufgestellt 1963 in Leck-Langenberg.

Mit Befehl vom 7. Mai 2001 wurden beide Depots dem Marineabschnittskommando West unterstellt. Am 1. Juli 2002 wurden sie dem Organisationsbereich Streitkräftebasis unterstellt und dort bis zur Einnahme der neuen Zielstruktur dem Luftwaffen-Versorgungsregiment 5 zugeordnet.

### Marinemusikkorps Ostsee
Das Marinemusikkorps Ostsee wurde am 1. Juni 1956 in Eckernförde aufgestellt. Nach der Aufstellung wurde aus Teilen des Musikkorps Ostsee das Marinemusikkorps Nordsee gebildet.